# Przepis prawa
Przepis prawa – samodzielna jednostka redakcyjna tekstu prawnego, czyli zdaniokształtny zwrot językowy (zdanie w sensie gramatycznym) zazwyczaj wskazujący sposób postępowania, czyli regułę powinnego zachowania. Często jest wyodrębniony formalnie, wyróżniony wizualnie i opatrzony nazwą indywidualizującą, taką jak artykuł, paragraf czy ustęp. Może być też zdaniem, równoważnikiem zdania lub inną jeszcze wypowiedzią oddzieloną znakami interpunkcyjnymi (zdaniokształtnym fragmentem jednostki redakcyjnej).
Pojęcie przepis prawa nie jest tożsame z pojęciem normy prawnej; bowiem elementy treści normy prawnej mogą być zawarte w wielu różnych przepisach i to nie tylko jednej ustawy. W ujęciu funkcjonalnym przepisy prawa stanowią podstawę do ustalenia treści norm prawnych. Przepisów prawa nie można raczej traktować w sferze prawda/fałsz, gdyż nie są to zdania w sensie logicznym. Mogą być one za to obowiązujące albo nieobowiązujące, wiążące albo niewiążące, a także stać się przedmiotem wypowiedzi oceniających, będąc wtedy określane np. jako słuszne (rozsądne) i niesłuszne (nierozsądne). 
W języku potocznym, a błędnym w języku prawnym, przepisy prawa to także wszelkie akty normatywne obowiązujące na danym obszarze (np. w państwie).

## Rodzaje przepisów prawa w Polsce
Wyróżnia się następujące rodzaje przepisów prawa w Polsce:
- przepisy ogólne – określają przedmiotowy i podmiotowy zakres stosunków społecznych, regulowanych danym aktem prawodawczym, objaśniają podstawowe użyte w akcie nazwy, a często też ustalają ogólne zasady jego stosowania;
- przepisy szczegółowe – normy, określające zachowania podmiotów, których one dotyczą;
- przepisy epizodyczne – wprowadzają odstępstwa od przepisów, których obowiązywanie ograniczono czasowo;
- przepisy przejściowe – ich celem jest pełniejsze umiejscowienie danego przepisu w całokształcie innych przepisów, czy też w świetle innych norm postępowania;
- przepisy dostosowujące – określają jak organy stosujące prawo winny realizować nowy akt prawodawczy do konkretnych regulowanych nim sytuacji;
- przepisy końcowe – są to w szczególności przepisy derogacyjne, uchylające poprzednie całe akty prawodawcze, bądź niektóre ich przepisy.

Ponadto w teorii prawa wyróżnia się:
- przepisy syngularne – można z nich zbudować (derywować) tylko jedną normę prawną[3]
- przepisy pluralne – można z nich zbudować (derywować) co najmniej dwie normy prawne[3]
- przepisy zrębowe zupełne (podstawowe, zasadnicze, przewodnie) – pozwalają określić hipotezę, dyspozycję i ewentualnie jeszcze sankcję danej normy prawnej[4]
- przepisy zrębowe niezupełne – pozwalają określić samą tylko dyspozycję danej normy prawnej i ewentualnie jeszcze adresata albo okoliczności, w których powinien się on znaleźć, aby norma ta miała zastosowanie[3]
- przepisy uzupełniające – umożliwiają skonstruowanie brakującego elementu normy prawnej i/lub dookreślenie jej dotychczasowych elementów[3]
- przepisy centralne – przepisy zrębowe zupełne[3]
- przepisy centralne ułomne – przepisy zrębowe niezupełne[3]
- przepisy centralne pełne – przepisy zrębowe zupełne, jakie nie są modyfikowany przez inne przepisy (tzw. modyfikatory)[3]
- przepisy centralne ułomne pełne – przepisy zrębowe niezupełne, jakie nie są modyfikowany przez inne przepisy (tzw. modyfikatory)[3]
- przepisy centralne niepełne – przepisy, jakie wyznaczając wszystkie elementy budowanej na ich podstawie normy prawnej, są modyfikowane przez inne przepisy (tzw. modyfikatory)[5]
- przepisy centralne ułomne niepełne – przepisy, jakie wyznaczając dyspozycję danej normy prawnej (i ewentualnie jeszcze adresata albo okoliczności, w których powinien się on znaleźć, aby norma ta miała zastosowanie), są modyfikowane przez inne przepisy (tzw. modyfikatory)[5]

## Postacie przepisów prawa
- wypowiedzi dyrektywalne (powinnościowe)
- wypowiedzi opisujące
- wypowiedzi performatywne[1]

Nie można też wykluczyć tego, że nie znajdą się wśród nich:
- wypowiedzi oceniające – wskazujące na to, jakie stany rzeczy są aprobowane lub dezaprobowane lub zawierające oceny prakseologiczne
- wypowiedzi optatywne (optatywy)
- dyrektywy techniczne[6].